# Rémecskék 3.
A Rémecskék 3. (eredeti cím: Critters 3) 1991-ben bemutatott amerikai sci-fi horror-filmvígjáték, a Rémecskék-filmsorozat harmadik része, Kristine Peterson rendezésében. Ebben volt Leonardo DiCaprio filmes debütálása Josh nevű kisfiúként. Cary Elwes a Fűrész 3D vágatlan DVD-kiadásának kommentárjában megemlítette, hogy visszautasította Josh szerepét. A filmet – előző két rész ellenére – egyidejűleg forgatták (1991 februárjától 1991 júliusáig) a folytatással, a Rémecskék 4.-el. Sőt: az előző két részt követően már nem Grover's Bend városában játszódnak. A 3. rész függővéggel zárul.
A film 1991. december 11.-én jelent meg.

## Cselekmény
A Rémecskék ezúttal az egyik lepusztult New York-i lakóházat szemelték ki maguknak fészkelőhelynek. A kamaszlány Annie a testévérével és apjával nagyvárosi rokonokhoz utazik, miután édesanyja betegségben meghalt. A hosszú utazás alatt Grovers Bend közelében véletlenül utolsó rémtojások kerülnek hozzájuk. A lakóházhoz elérve a kis rémek féktelen étvágyuknak a lakók látják a kárát, akik összefognak és nem hagyják magukat. Az összecsapás kimenetele azonban mégsem kedvez nekik, a kétségbeesett lakók végül a ház tetejére menekülnek. Segítségükre csak Charlie érkezik, végül pedig a rémek végső kiirtása előtt meghökkentő üzenet érkezik Ug-tól.

## Szereplők
- Leonardo DiCaprio - Josh
- Aimee Brooks - Annie
- Don Keith Opper - Charlie MacFadden
- John Calvin - Clifford
- Nina Axelrod - Betty Briggs
- William Dennis Hunt - Briggs
- Geoffrey Blake - Frank
- Christian & Joseph Cousins - Johnny
- Terrence Mann - Ug
- Jose Luis Valenzuela - Mario
- Diana Bellamy - Rosalie
- Katherine Cortez - Marcia
- Frances Bay - Mrs. Menges
- Bill Zuckert - Mr. Menges

## Megjelenés
A filmet a New Line Home Video 1991. december 11-én adta ki közvetlenül videóra. A New Line Home Entertainment 2003-ban adta ki DVD-n. 2010-ben a Warner Bros. újra kiadta mind a 4 Rémecskék-filmet DVD-szettben.
2018. július 20-án hivatalosan is bejelentették, hogy mind a négy film megkapja első Blu-ray kiadását. A Scream Factory, vagyis a Shout! Factory „Rémecskék-gyűjtemény” kiadásában jelentette meg a filmet. A készlet 2018. november 27-től volt elérhető.

## Fogadtatás
A Rotten Tomatoes kritika-gyűjtő oldalon hat kritikus véleménye alapján 0%-os értékelést kapott, 2,8/10-es átlagértékeléssel.

## Fordítás
- Ez a szócikk részben vagy egészben  a   Critters 3 című angol Wikipédia-szócikk fordításán alapul.  Az eredeti cikk szerkesztőit annak laptörténete sorolja fel. Ez a jelzés csupán a megfogalmazás eredetét és a szerzői jogokat jelzi, nem szolgál a cikkben szereplő információk forrásmegjelöléseként.